# Säg det med blommor
Pour plus de détails, voir Fiche technique et Distribution.
Säg det med blommor (traduction littérale : « dites-le avec des fleurs ») est un film suédois réalisé par Lars-Eric Kjellgren, sorti en 1952.
Il est adapté de la pièce de 1920 Seeing Things de Margaret Mayo.

## Fiche technique
- Réalisation : Lars-Eric Kjellgren
- Scénario : Gösta Stevens d'après Seeing Things de Margaret Mayo[1]
- Producteur : Allan Ekelund
- Photographie : Martin Bodin
- Montage : Oscar Rosander
- Musique : Eskil Eckert-Lundin
- Production : Svensk Filmindustri
- Durée : 77 minutes[2]
- Date de sortie : 28 janvier 1952

## Distribution
- Annalisa Ericson : Peggy
- Stig Järrel : Hasse aka Hans Nåd
- Gunnar Björnstrand : Oskar Blomkvist
- Naïma Wifstrand : Mrs. Lagerberg
- Elisaveta : Gun Lagerberg
- Mimi Nelson : Monica
- Sif Ruud : Helena Blomkvist
- Elsa Ebbesen : Hulda
- Gunwer Bergkvist : Bojan
- Karl-Arne Holmsten :Kirre
- Elof Ahrle : Karlsson
- Ragnar Klange : capitaine de Police
- Carl-Axel Elfving : Porteur
- Magnus Kesster : Policier